# 715 a.C.
Il 715 a.C. (DCCXV a.C. in numeri romani) è un anno  dell'VIII secolo a.C.